# The Conman
Série
Les Dieux du jeu 3 : Retour à Shanghai
(1991) The Conmen in Vegas
(1999)
Pour plus de détails, voir Fiche technique et Distribution.
The Conman (賭俠1999, Du xia 1999, litt. « Le Chevalier du jeu 1999 ») est une comédie d'action hongkongaise écrite, produite et réalisée par Wong Jing et sortie en 1998 à Hong Kong. Sa suite, The Conmen in Vegas, sort six mois plus tard.
Malgré son titre chinois, Andy Lau ne reprend pas dans ce film son personnage de « Chevalier du jeu » qu'il tenait dans la série des Dieux du jeu. Il totalise 17 369 190 HK$ de recettes au box-office.

## Synopsis
Alors que King (Andy Lau) passe la nuit chez sa maîtresse, sa femme enceinte, Fanny (Angie Cheong (en)), les découvre et le quitte. Tandis que King et son assistant, Chung (Emotion Cheung), jouent aux cartes avec Chimney (Ben Ng), celui-ci découvre qu'ils filment son jeu en cachette pour le battre. Il devient alors violent et, en légitime défense, King le tue avec un couteau, ce qui non seulement le fait devenir daltonien mais le condamne également à cinq ans de prison pour homicide involontaire. Dans son pénitencier, il apprend les techniques de paris aux courses de chevaux.
Cinq ans plus tard, King est libéré et un petit joueur, Dragon (Nick Cheung), qui lui voue toujours une adoration, le retrouve à sa sortie. King et Dragon deviennent partenaires et gagnent de l'argent ensemble grâce aux courses de chevaux. À cette époque, King rencontre également la jeune sœur de Dragon, Ching (Athena Chu), et découvre que son fiancé, Raymond (Alan Man), est un escroc (il ment quand il dit qu'il se rend aux États-Unis pour étudier alors qu'il séduit en réalité des femmes pour les voler leur argent). Avec l'aide de Dragon et de Rocky (Frankie Ng), que King a battu au billard et qui est devenu son mentor, King met en place un plan où ils font croire à Raymond qu'il a tué King et qu'il est donc obligé de fuir au Cambodge. Après que King ait aidé Ching, elle tombe finalement amoureuse de lui.
Dans le même temps, King cherche aussi Fanny et son fils. Un jour, Rocky amène King à bord du bateau de croisière de Macau Mon (Jack Kao) où il est reconnu par Handsome (Waise Lee), le petit frère de Chimney. Sur le bateau, King rencontre également Chung, qui lui a menti en affirmant qu'après son incarcération, Fanny s'était suicidée en sautant d'un bâtiment. Lorsque King se rend à l'adresse de Chung, il découvre qu'après son emprisonnement, Fanny a en fait été prise en charge par Chung et son fils, Little King, vit désormais avec lui.
Plus tard, quand King joue avec son fils, ils rencontrent Handsome, qui cherche à se venger et blesse involontairement Little King. Handsome enlève également Fanny et Chung et fait chanter King pour l'aider à se débarrasser de son propre patron, Macau Mon. Celui-ci a investi une somme importante en pariant sur la victoire de l'équipe de France à la Coupe du monde de football de 1998, et en faisant tout pour lui faire croire que l'équipe brésilienne est au meilleur de sa forme et destinée à gagner, Macao Mon a une crise cardiaque et Handsome en profite pour remplacer son médicament par de l’eau empoisonnée.
King sort de cette opération déprimé et est consolé par Ching. Afin de sauver Fanny et Chung, King et Dragon engagent un réalisateur de films pour adultes, Squirrel (Wong Jing), afin de filmer de fausses images de la Coupe du monde. Après cela, King décide de réaliser le souhait de Ching de faire un voyage tous les deux en Europe et lui donne rendez-vous à la gare le lendemain.
Lors de la finale de la Coupe du Monde, King, Handsome, Winning Gary et Macau Mon font une partie de cartes tout en regardant le match en direct sur lequel ils ont parié (King sur le Brésil, Macau Mon sur la France). Dans le même temps, de l'autre côté, afin de créer une fausse retransmission pour perturber Macau Mon, ils diffusent les images filmées par Squirrel et montrant le présentateur Lam Seung-wai, Dragon, se faisant passer pour Ronaldo, et d'autres joueurs, entremêlées avec des vrais images du match. En fin de compte, ils font croire que le Brésil a gagné trois à deux, alors qu'en en réalité c'est la France qui a gagné trois à zéro. Après avoir vu cela, Macau Mon subit une nouvelle crise cardiaque et meurt.
Juste au moment où Handsome pense que le casino de Macau Mon lui revient et est prêt à se débarrasser de King, Macau Mon se relève soudainement derrière lui et pointe son arme vers lui. Il s'avère que pendant la partie, King l'avait discrètement averti que son eau était empoisonnée. Macau Mon tue alors Handsome.
King se rend à la gare le lendemain matin pour attendre Ching, mais se fait alors écraser par Dragon qui était pressé.

## Fiche technique
- Titre : The Conman
- Titre original : 賭俠1999 (Du xia 1999)
- Réalisation : Wong Jing
- Scénario : Wong Jing
- Photographie : Ko Chiu-lam
- Montage : Marco Mak
- Musique : Lincoln Lo
- Production : Wong Jing
- Société de production : Win's Entertainment et BoB and Partners Co. Ltd. (en)
- Société de distribution : China Star Entertainment Group
- Pays de production :  Hong Kong
- Langue originale : cantonais
- Format : couleur
- Genre : comédie, action
- Durée : 112 minutes
- Dates de sortie :
  - Hong Kong : 18 décembre 1998

## Distribution
- Andy Lau : King
- Athena Chu : Ching
- Nick Cheung : Dragon
- Waise Lee : Handsome
- Jack Kao : Macau Mon
- Angie Cheong (en) : Fanny
- Emotion Cheung : Chung
- Bonnie Law (en) : la maîtresse de King
- Lee Siu-kei : Gary le gagnant
- Frankie Ng : Rocky
- Karel Wong : Eastwood
- Ben Ng : Bad Temper/Chimney
- Wong Jing : Squirrel
- Lam Sheung-yee (en) : Lam Seung-wai
- Alan Man : Raymond Chou
- Yeung Kin-wai : Angela
- Wong Kam-tong : Oncle Leng
- Aman Chang (en) : l'homme aux toilettes